# GTW 72
A GTW 72 egy német villamos motorkocsi, melyet 1972-ben gyártott a MAN a wuppertali függővasút részére. A motorkocsi maximális sebessége 60 km/h, 48 ülőhely és 156 állóhely található benne. 4 db 50 kW-os 600 voltos egyenáramú motor hajtja.

## Képek

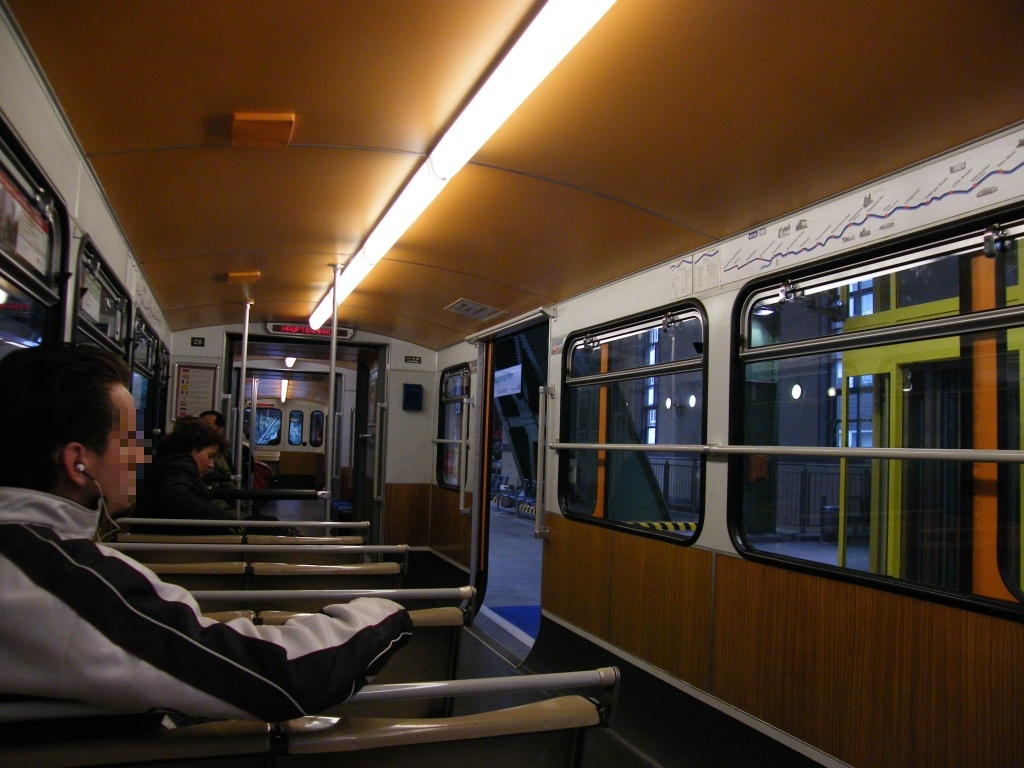
Utastér
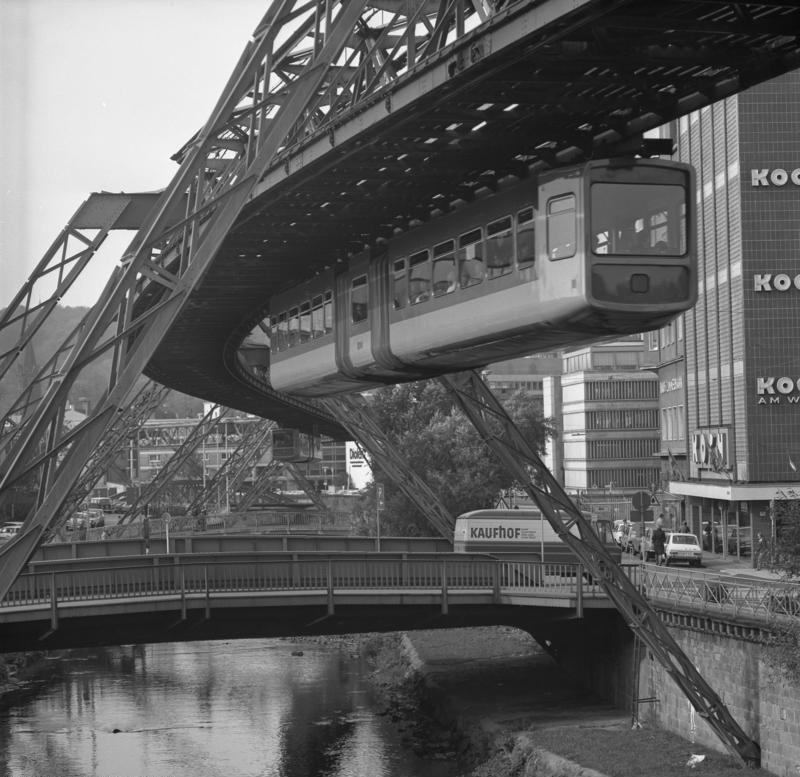
1976. október 11-én